# 7ª Legione Cisalpina
La 7ª Legione Cisalpina fu un'unità militare della Repubblica Cisalpina, attiva nel 1797 e 1798.
Il 4 agosto 1797 la Legione era formata su due battaglioni al comando di Andrea Milossevich.
Il 29 aprile 1798 i tre battaglioni franco-veneti detti Padovano, Vicentino e Veronese non furono più considerati distinti ma uniti nella 7ª Legione Provvisoria Cisalpina, al comando del Capo-legione Paolo Sant'Andrea.
Il 4 giugno la legione era a Modena. Il 6 settembre il battaglione I/7ª era a Fano, il II/7ª era a Rimini e il III/7ª era a Cento, e la legione aveva 835 uomini effettivi.
Il 29 novembre l'esercito cisalpino fu riorganizzato su tre Mezze-brigate, la prima delle quali avrebbe dovuto includere la 7ª Legione Cisalpina (all'epoca forte di  837 uomini), insieme alla 1ª Legione Cisalpina e alla 4ª Legione Cisalpina; il 16 dicembre, in applicazione di una legge del 30 novembre, fu formata la 2ª Mezza Brigata di linea, che includeva oltre alla 7ª anche la 2ª Legione Cisalpina.